# Toro Rosso STR7
Chronologie des modèles (2012)
Toro Rosso STR6 Toro Rosso STR8
La Toro Rosso STR7 est la monoplace de Formule 1 engagée par la Scuderia Toro Rosso dans le cadre du championnat du monde de Formule 1 2012. Elle débute en championnat le 18 mars 2012 au Grand Prix d’Australie, pilotée par l’Australien Daniel Ricciardo et le Français Jean-Éric Vergne, qui réalise ses débuts en tant que pilote-titulaire en Formule 1.

## Résultats en championnat du monde de Formule 1
| Saison | Écurie              | Moteur              | Pneus   | Pilotes          | Courses | Courses | Courses | Courses | Courses | Courses | Courses | Courses | Courses | Courses | Courses | Courses | Courses | Courses | Courses | Courses | Courses | Courses | Courses | Courses | Points inscrits | Classement |
| Saison | Écurie              | Moteur              | Pneus   | Pilotes          | 1       | 2       | 3       | 4       | 5       | 6       | 7       | 8       | 9       | 10      | 11      | 12      | 13      | 14      | 15      | 16      | 17      | 18      | 19      | 20      | Points inscrits | Classement |
| ------ | ------------------- | ------------------- | ------- | ---------------- | ------- | ------- | ------- | ------- | ------- | ------- | ------- | ------- | ------- | ------- | ------- | ------- | ------- | ------- | ------- | ------- | ------- | ------- | ------- | ------- | --------------- | ---------- |
| 2012   | Scuderia Toro Rosso | Ferrari V8 Type 056 | Pirelli |                  | AUS     | MAL     | CHI     | BAH     | ESP     | MON     | CAN     | EUR     | GBR     | ALL     | HON     | BEL     | ITA     | SIN     | JAP     | COR     | IND     | ABU     | USA     | BRÉ     | 26              | 9e         |
| 2012   | Scuderia Toro Rosso | Ferrari V8 Type 056 | Pirelli | Daniel Ricciardo | 9e      | 12e     | 17e     | 15e     | 13e     | Abd     | 14e     | 11e     | 13e     | 13e     | 15e     | 9e      | 12e     | 9e      | 10e     | 9e      | 13e     | 10e     | 12e     | 13e     | 26              | 9e         |
| 2012   | Scuderia Toro Rosso | Ferrari V8 Type 056 | Pirelli | Jean-Éric Vergne | 11e     | 8e      | 16e     | 14e     | 12e     | 12e     | 15e     | Abd     | 14e     | 14e     | 16e     | 8e      | Abd     | Abd     | 13e     | 8e      | 15e     | 12e     | Abd     | 8e      | 26              | 9e         |

Légende : ici